# دكاكيرية السمنة
دكاكيرية السُمنة هيَ الانجذاب الجنسي إلى زائدات الوزن أو اللاتي يُعانينَ من السمنة بسبب الزيادة في الوزن والحجم.

## الجذب

نتائج الدراسة التي تٌظهر إعجاب 47% من الذكور بالنّساء المُكتنزات (الأحمر) مقارنة بمتوسطات الوزن (الأزرق).

وجدت دراسة أُجريت عام 2009 أنّ الذكور متوسطي الوزن أكثر إعجابًا بالنساء المُكتنزات مُقارنة بالنّحيفات كما وجدت ذاتُ الدراسة أن المشاركين قد تفاعلوا بشكل إيجابي معَ السمينات أكثر مما كان مُتوقعًا. خلصت الدّراسة في نهاية المطاف إلى أنّ هذه النتائج تُؤكد على إعجاب الذكور بالدهونِ على الرغم من الرفض المُجتمعي لها من ناحيّة المعايير الجمالية وأحيانً الثقافية.

## دور التغذية
تلعبُ التغذية دورًا مهمًا في تحديد وزن وحجم الإنسان وهي بالتالي تلعبُ دورًا غير مباشر في الممارسات الجنسيّة. معَ ظهور النت زادت موضة الإعجاب بالسيّدات السمينات وصرنَ مطلوبات للعمل في مجلات العُري وكذا في الأفلام الإباحيّة كما ظهرت عددٌ من المواقع – بعضها يعود لما قبل 20 سنة – المُختصة بالنّساء السمينات وتأثيرهن الجنسي وكذا ظهرت في المُقابل مواقع أخرى اختصت بالرجال البدناء وكذا جاذبيتهم الجِنسيّة.